# 세인트 아이브스 타운 FC
세인트 아이브스 타운 FC(영어: St. Ives Town Football Club)는 잉글랜드 케임브리지셔주 세인트 아이브스를 연고로 하는 축구 클럽이다.

## 선수 명단

### 현역
참고: FIFA 자격 규정에 따라 소속된 국가대표팀 국기를 표시합니다. 선수는 복수의 FIFA 비회원국 국적을 가지고 있을 수 있습니다.
| 번호 | 포지션 | 국적 | 이름        |
| ---- | ------ | ---- | ----------- |
| -    | DF     |      | 줄리앙 사카 |
| -    | MF     | 가나 | 에녹 안도   |

| 번호 | 포지션 | 국적     | 이름             |
| ---- | ------ | -------- | ---------------- |
| -    | MF     | 짐바브웨 | 켈란 리스 히킨슨 |
| -    | MF     | 가나     | 에드먼드 호토르  |
| -    | MF     | 짐바브웨 | 그렉 카지보니    |
| -    | MF     | 이란     | 라비 샴시        |
| -    | MF     | 잉글랜드 | 마이클 리첸스    |
| -    | FW     | 잉글랜드 | 조나단 에드워즈  |